# Baecacanthus
Baecacanthus is een kevergeslacht uit de familie van de boktorren (Cerambycidae). De wetenschappelijke naam van het geslacht werd voor het eerst geldig gepubliceerd in 1975 door Monné.

## Soorten
Baecacanthus omvat de volgende soorten:
- Baecacanthus telamon Monné, 1975
- Baecacanthus trifasciatus Monné, 1975